# Turbina mexicana
Turbina mexicana är en vindeväxtart som först beskrevs av William Botting Hemsley, och fick sitt nu gällande namn av Guy Edouard Roberty. Turbina mexicana ingår i släktet Turbina och familjen vindeväxter. Inga underarter finns listade i Catalogue of Life.